# Kim P’yŏng Hae
Kim P’yŏng Hae, również Kim Pyong Hae (kor. 김평해, ur. 8 października 1941) – północnokoreański polityk. Ze względu na przynależność do najważniejszych gremiów politycznych Korei Północnej, uznawany za członka ścisłej elity władzy KRLD.

## Kariera
Kim P’yŏng Hae urodził się 8 października 1941 roku w powiecie Chŏnch’ŏn w prowincji Chagang. Absolwent pedagogiki. We wrześniu 1989 roku został sekretarzem komitetu Partii Pracy Korei w prowincji P’yŏngan Północny. Od września 1997 do września 2010 roku szef (Pierwszy Sekretarz) komitetu PPK w tej samej prowincji (następca: Ri Man Gŏn). Także w 1997 roku został przewodniczącym Komitetu Ludowego prowincji P’yŏngan Północny, funkcję tę pełnił do 2002 roku.
Deputowany Najwyższego Zgromadzenia Ludowego KRLD, parlamentu KRLD, począwszy od X kadencji (tj. od września 1998 roku). Jako deputowany XII kadencji zasiada w Komisji Legislacyjnej NZL (był jej członkiem także w parlamencie XI kadencji).
Podczas 3. Konferencji Partii Pracy Korei 28 września 2010 roku został wybrany sekretarzem Komitetu Centralnego Partii Pracy Korei, zastępcą członka Biura Politycznego KC, szefem Wydziału Zarządzania KC (odpowiedzialnym za sprawy kadrowe w partii), a także po raz pierwszy zasiadł w samym Komitecie Centralnym.
Po śmierci Kim Dzong Ila w grudniu 2011 roku, Kim P’yŏng Hae znalazł się na wysokim, 23. miejscu w 233-osobowym Komitecie Żałobnym. Świadczyło to o formalnej i faktycznej przynależności Kim P’yŏng Hae do grona ścisłego kierownictwa politycznego Koreańskiej Republiki Ludowo-Demokratycznej. Według specjalistów, miejsca na listach tego typu określały rangę polityka w hierarchii aparatu władzy.

## Odznaczenia
Odznaczony Orderem Kim Ir Sena (kwiecień 1994), ponadto kawaler Orderu Kim Dzong Ila (luty 2012).